# 남원 만복사지
만복사지(萬福寺址)는 고려 문종 때 창건한 사찰인 만복사의 터로, 소재지는 대한민국 전북특별자치도 남원시 왕정동이다. 조선 시대 문인 김시습의 한문소설집 금오신화에 실린 소설인 만복사저포기의 무대로, 1991년 3월 30일에 사적 제349호로 지정되었다.
근처에 남원여객 차고지가 있다. 남원역과 남원 시내 사이에 있으며, 남원역 남동쪽에 소재한다.

## 개요
기린산을 북쪽에 두고 남쪽으로 넓은 평야를 둔 야산에 있는 만복사지는 고려 문종(재위 1046∼1083) 때 지어진 것으로 전한다.
5층과 2층으로 된 불상을 모시는 법당이 있었고, 그 안에는 높이 35척(약 10m)의 불상이 있었다는 기록이 있다. 당시에는 대웅전을 비롯한 많은 건물들과 수백 명의 승려들이 머무는 큰 사찰이었으나, 1597년에 발발한 정유재란 때 일본군의 공격으로 남원읍성이 함락되었을 때 화재로 소실되었다고 한다. 이후에는 중건되지 못하고 현재도 절터로 남아 있다.
발굴 조사 때 많은 건물의 흔적을 찾았으며 청자와 백자, 많은 기와가 출토되어 고려시대 미술사 연구에 귀중한 자료를 제공한다. 오층석탑(보물 제30호)·석조대좌(보물 제31호)·당간지주(보물 제32호)·석조여래입상(보물 제43호)등이 현재 절터 내에 남아있다.
고구려식의 절 배치를 따르고 있으며, 고려 시대를 대표하는 절 중 하나로 의의가 크다.

## 만복사지 석인상
만복사지 석인상은 본래 만복사지 당간지주에서 남쪽으로 400cm 떨어진 곳에 2기가 나란하게 자리하고 있었는데, 도로변에 노출되어 있어 사고위험이 높은 1기의 석인상을 이곳으로 옮겼다. 석인상의 형태는 사각형의 돌기둥에 3개의 면만을 이용하여 사람 형상을 조각하고 나머지 한 면은 편평하게 다듬었다. 다듬은 면에는 두개의 구멍이 확인되었는데, 위쪽 구멍은 머리 정상부에서 아래쪽으로 122cm, 두 번째 무멍은 318cm 내려온 곳에 있다. 석인상의 머리부는 정상부가 둥글고 볼록하게 솟아 있으며, 얼굴은 안구(眼球)를 심하게 돌출시켜 분노의 모습을 띠고 있다. 몸통부는 상반신에 옷을 걸치지 않은 반나체(半裸體)이며, 오른손은 완전히 구부려 주먹에는 그 성격이 불분명한 물건을 쥐고 있다. 군의(裙衣)는 허리부분에서 묶어 상단부 옷자락이 밖으로 뒤집혀 늘어뜨렸으며, 옷주름은 굵은 물결무늬로 선명하게 돌출시켰다. 하반신은 수직으로 늘어뜨린 옷주름에 가려졌고 다리부분은 간략하게 표현되었다. 다리의 아래쪽은 대좌(臺座)를 사용하지 않고 사각형의 돌기둥을 뾰족하게 다듬었다. 석인상의 전체 높이는 550cm이며 머리위에서 다리 끝까지의 길이는 370cm 내외이다.

## 현지 안내문
이 곳은 고려 문종 때 처음 세운 만복사가 자리했던 터이다. 처음 지었을 때, 경내에는 동으로 만든 거대한 불상을 모신 이층석탑과 오층목탑이 있었다고 전한다. 근래의 발굴조사에 의하면, 조선시대에 만복사는 가운데 목탑을 세우고 동·서·북쪽에 법당을 세운 일탑삼금당식 배치였다. 이 사찰은 김시습의 소설 금오신화에 실린 만복사저포기의 무대로도 잘 알려져 있다. 조선중기까지 번창하던 만복사는 정유재란 때 불타 없어졌다. 오랜 세월을 버텨온 석탑과 유물 몇 개가 절터를 지키고 있어, 일면이나마 웅장했던 옛 사찰의 모습을 짐작케 한다.

## 사진

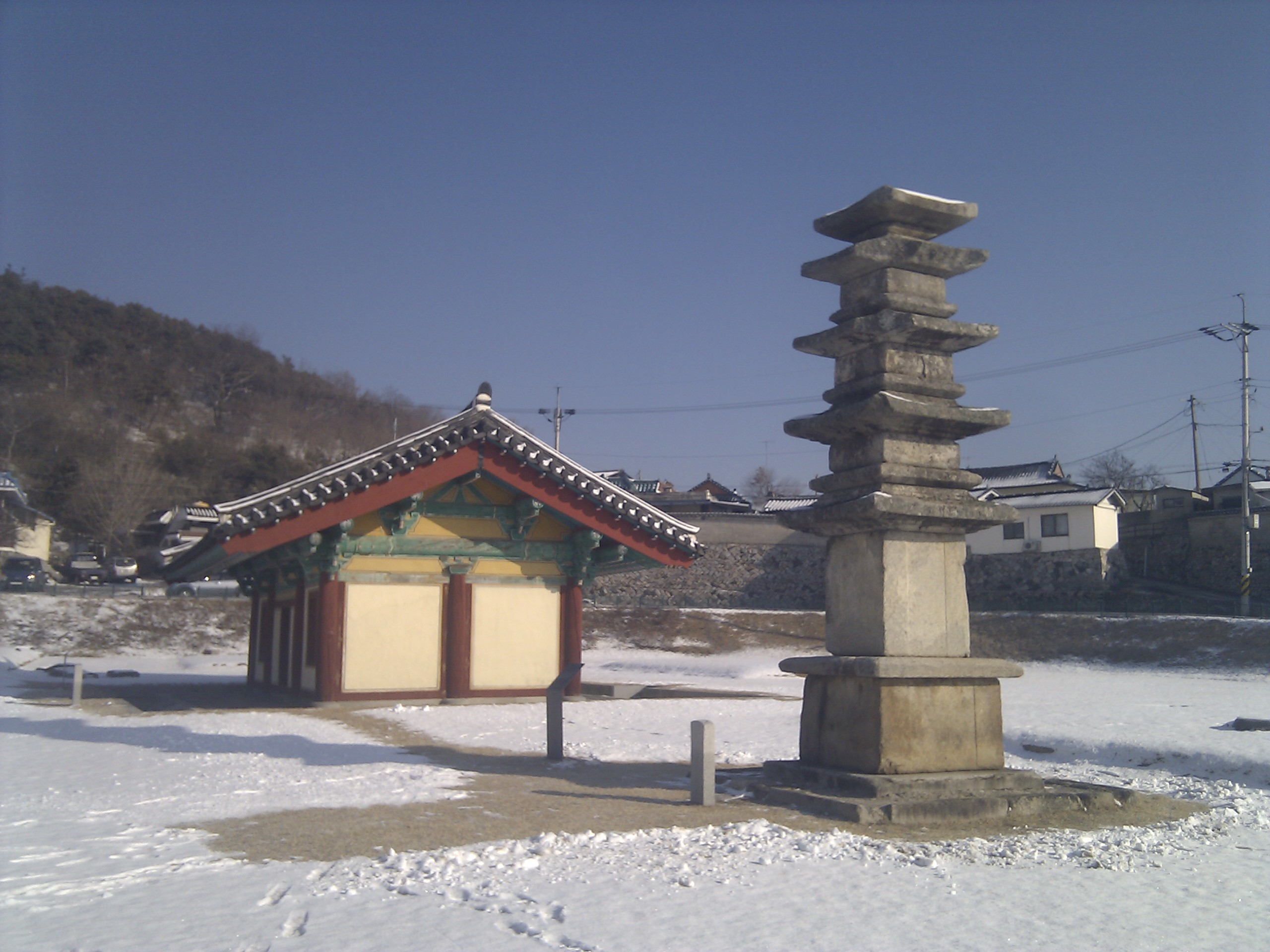
오층석탑 (보물 제30호)
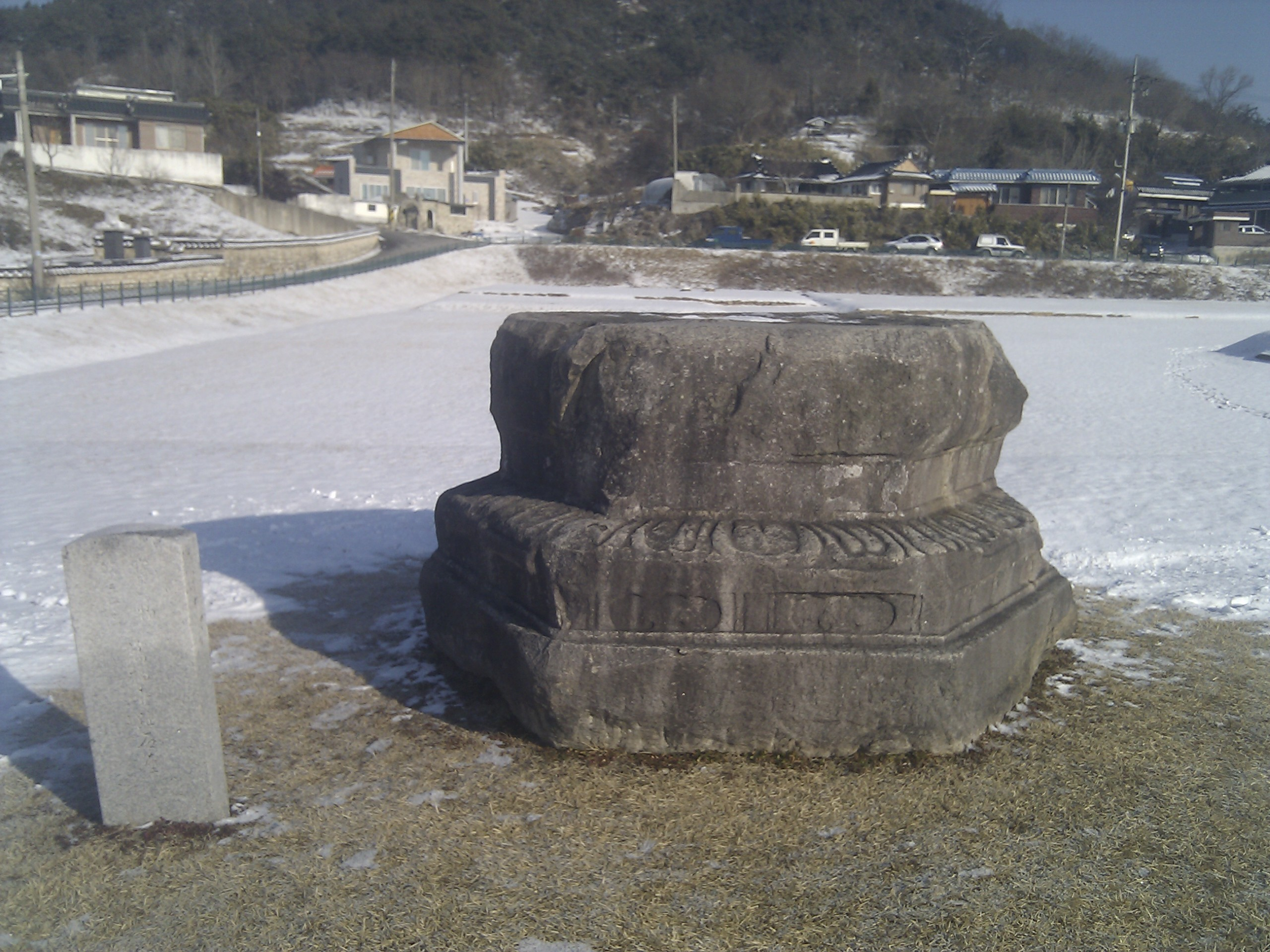
석조대좌 (보물 제31호)
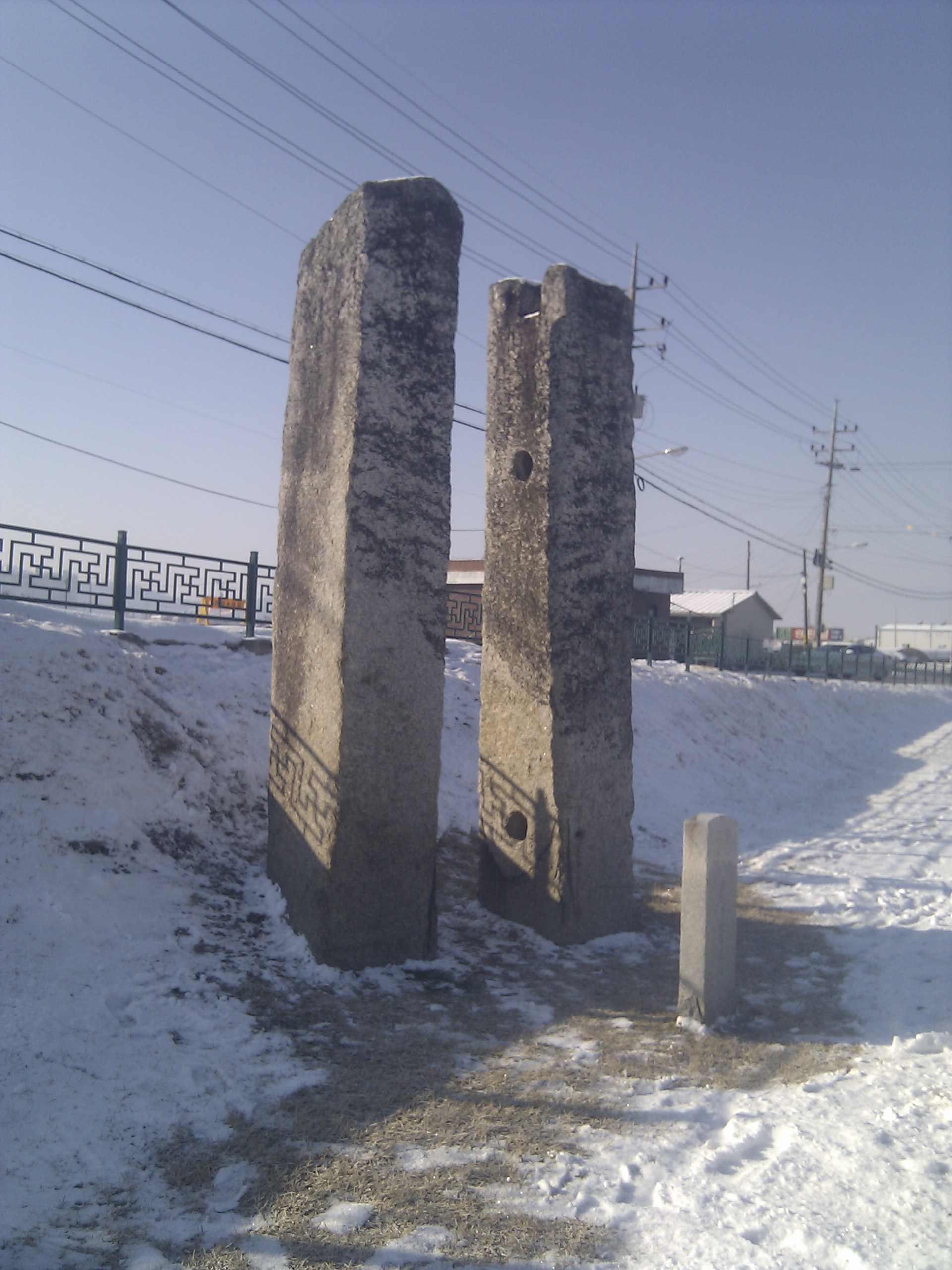
당간지주 (보물 제32호)
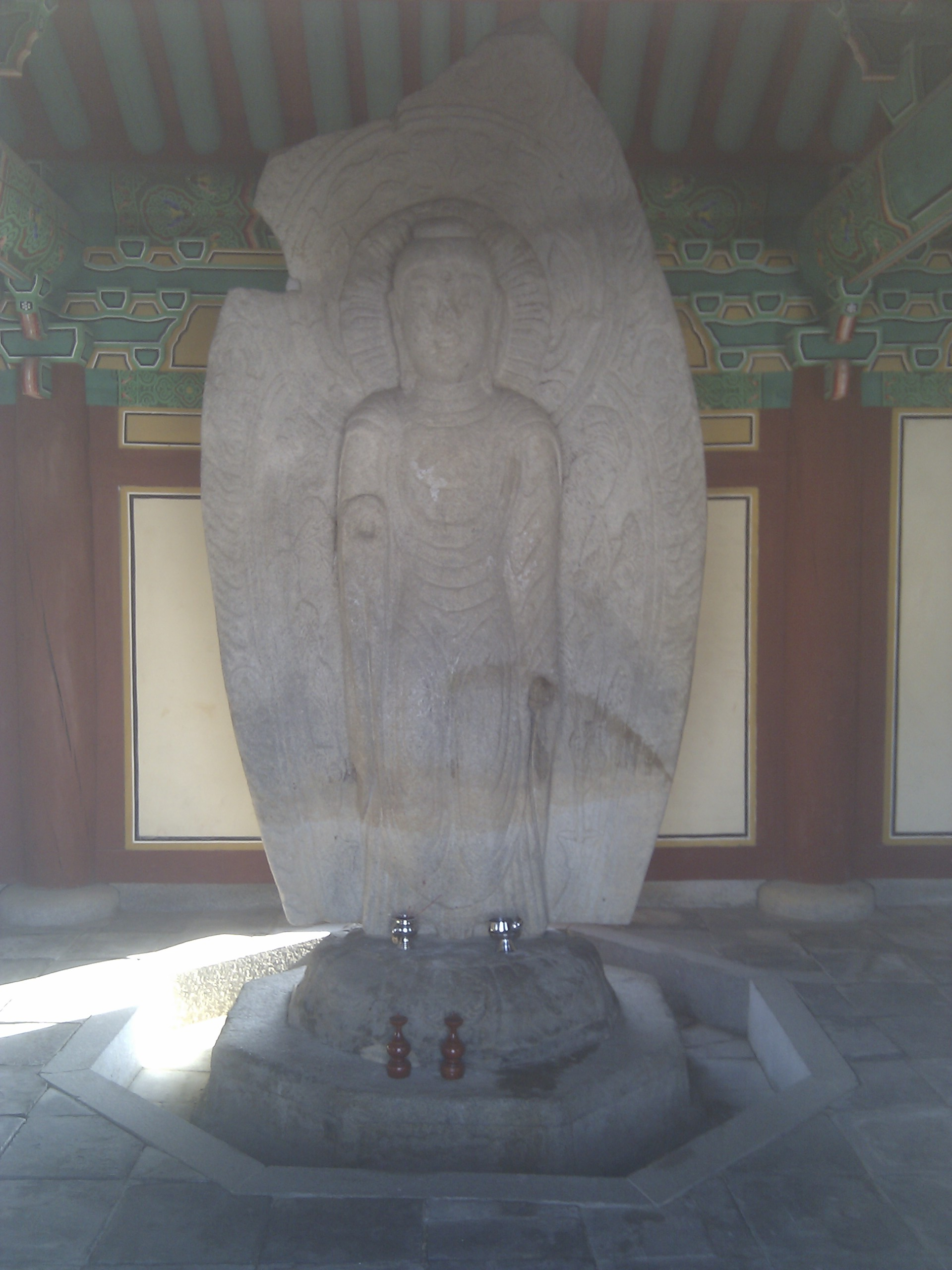
석조여래입상 (보물 제43호)

## 참고 자료
- 남원 만복사지 - 국가유산청 국가유산포털
- 김시습과 만복사지석불입상